# Абділіті
Абділіті (Абдел) (д/н — бл. 701 до н. е.) — цар міста-держави Арвад близько 738—701 років до н. е. Ім'я перекладається як «Служник божественної корови».

## Життєпис
Ймовірно був сином або онуком царя Матанбаала II. Ймовірно невдовзі після поразки того у 738 році до н. е. під час антиассирійського повстання, трон Арваду перейшов до Абділіті.
Тривалий час він зберігав вірність Ассирії, справно сплачуючи данину. 727 року до н. е. спільно з Біблом надав морський флот для облоги Тіра, що повстав проти царя Шульману-ашареда V, але 725 року бібло-арвадський флот зазнав поразки.
У 722 році до н. е. ймовірно долучився до антиассирійської коаліції на чолі з Ілубіді, царем Хамату, відправивши війська, що брали участь у Другій битві при Каркарі, де ассирійці на чолі з Шаррукіном II здобули перемогу. Руйнування міста Хамат на Оронті призвів до швидкого визнання арвадським царем влади Ассирії. Цей крок виявився правильним, оскільки колишні союзники Абіділіті, що сподівалися на потугу Єгипту, що виступив проти ассирійців, опинилися в складній ситуації після поразки фараона Шабаки. В результаті Абділіті зумів зберегти владу.
У 704 році до н. е. зі сходженням на ассирійський трон Сін-аххе-еріби скрізь почалися повстання. У Передній Азії знову утворилася потужна коаліція з фінікійських міст бібл, Сідон, Тір, Цумур, палестинських держав Юдея, Едом, Моав, Ашдод, Ашкалон. До них долучився Абділіті, який припинив сплачувати данину ассирійцям.
У 701 році до н. е. ассирійський цар перейшов у наступ. Коаліція зазнала тяжких поразок, але обставини цього достеменно невідомі. В результаті Абділіті разом Урумілку I, царем Бібла, мусив прибути до військового табору Сін-аххе-еріби, де знову визнав себе васалом та сплатив борги з данини з 704 року до н. е. В результаті цар Арваду зберіг трон, але наскільки довго протримався невідомо. Відповідно до ассирійської практики невдовзі невірних данників або постійних бунтівників ассирійці змінювали тим чи іншим чином. Його наступником став син Матанбаал III.